# Saut en hauteur féminin aux Jeux olympiques d'été de 1992
Navigation
Séoul 1988 Atlanta 1996
L'épreuve du saut en hauteur féminin aux Jeux olympiques de 1992 s'est déroulée les 6 et 8 août 1992 au Stade olympique de Montjuic de Barcelone, en Espagne.  Elle est remportée par l'Allemande Heike Henkel.

## Résultats

### Finale
| Rang               | Athlète            | Pays                        | 1,78 | 1,83 | 1,88 | 1,91 | 1,94 | 1,97 | 2,00 | 2,02 | Marque |
| ------------------ | ------------------ | --------------------------- | ---- | ---- | ---- | ---- | ---- | ---- | ---- | ---- | ------ |
| Médaille d'or      | Heike Henkel       | Allemagne                   |      |      |      | O    | -    | XXO  | O    | O    | 2,02   |
| Médaille d'argent  | Alina Astafei      | Roumanie                    | O    | O    | O    | O    | O    | O    | O    | XXX  | 2,00   |
| Médaille de bronze | Ioamnet Quintero   | Cuba                        | O    | -    | O    | O    | XO   | XO   | XX-  | X    | 1,97   |
| 4                  | Stefka Kostadinova | Bulgarie                    |      |      | O    | O    | O    | XXX  |      |      | 1,94   |
| 5                  | Sigrid Kirchmann   | Autriche                    |      | O    | O    | XO   | O    | XXX  |      |      | 1,94   |
| 6                  | Silvia Costa       | Cuba                        |      | O    | O    | XO   | XXO  | XXX  |      |      | 1,94   |
| 7                  | Megumi Sato        | Japon                       | O    | O    | XO   | O    | XXX  |      |      |      | 1,91   |
| 8                  | Alison Inverarity  | Australie                   |      | O    | XXO  | O    | XXX  |      |      |      | 1,91   |
| 9                  | Deborah Marti      | Royaume-Uni                 | O    | O    | O    | XXO  | XXX  |      |      |      | 1,91   |
| 10                 | Donata Jancewicz   | Pologne                     |      | O    | O    | XXX  |      |      |      |      | 1,88   |
| 11                 | Birgit Kahler      | Allemagne                   | O    | O    | XO   | XXX  |      |      |      |      | 1,88   |
| 11                 | Tanya Hughes       | États-Unis                  | O    | O    | XO   | XXX  |      |      |      |      | 1,88   |
| 13                 | Olga Turchak       | Équipe unifiée de l’ex-URSS | O    | O    | XXX  |      |      |      |      |      | 1,83   |
| 13                 | Valentīna Gotovska | Lettonie                    | O    | O    | XXX  |      |      |      |      |      | 1,83   |
| 15                 | Britta Bilac       | Slovénie                    | XO   | O    | XXX  |      |      |      |      |      | 1,83   |
| 16                 | Tatiana Shevchik   | Équipe unifiée de l’ex-URSS |      | XO   | XXX  |      |      |      |      |      | 1,83   |

## Légende
Records et Performances
- AR : Record continental (area record)
- CR : Record des championnats (championship record)
- MR : Record du meeting (meet record)
- NR : Record national (national record)
- OR : Record olympique (olympic record)
- PR : Record paralympique (paralympic record)
- PB : Record personnel (personal best)
- SB : Meilleure performance personnelle de la saison (season's best)
- WL : Meilleure performance mondiale de l'année (world leader)
- WJR : Record du monde junior (world junior record)
- WR : Record du monde (world record)

Circonstances et Conditions
- DNF : N'a pas terminé (did not finish)
- DNS : N'a pas pris le départ (did not start)
- DQ : Disqualification (disqualification)
- NM : Aucun essai valable enregistré (No Mark)
- Q : Qualifié « directement » au prochain tour (ou à la prochaine compétition), lors d'une compétition majeure, grâce au classement ou à la réalisation des minima (automatic qualifier)
- q : Qualifié au prochain tour (ou à la prochaine compétition), lors d'une compétition majeure, grâce au repêchage ou à la réalisation de l'une des meilleures performances parmi celles des « non qualifiés directement » (grâce au meilleur temps ou à la meilleure distance par exemple) (secondary qualifier)